# WXw世界ヘビー級王座
wXw世界ヘビー級王座（ヴェイクスヴェーせかいへびーきゅうおうざ | wXw World Heavyweight Championship ― ヴェイクスヴェー・ワールド・ヘビーウェイト・チャンピオンシップ）は、2001年に創設されて2010年に廃止されたウエストサイド・エクストリーム・レスリング（wXw）のヘビー級の王座。

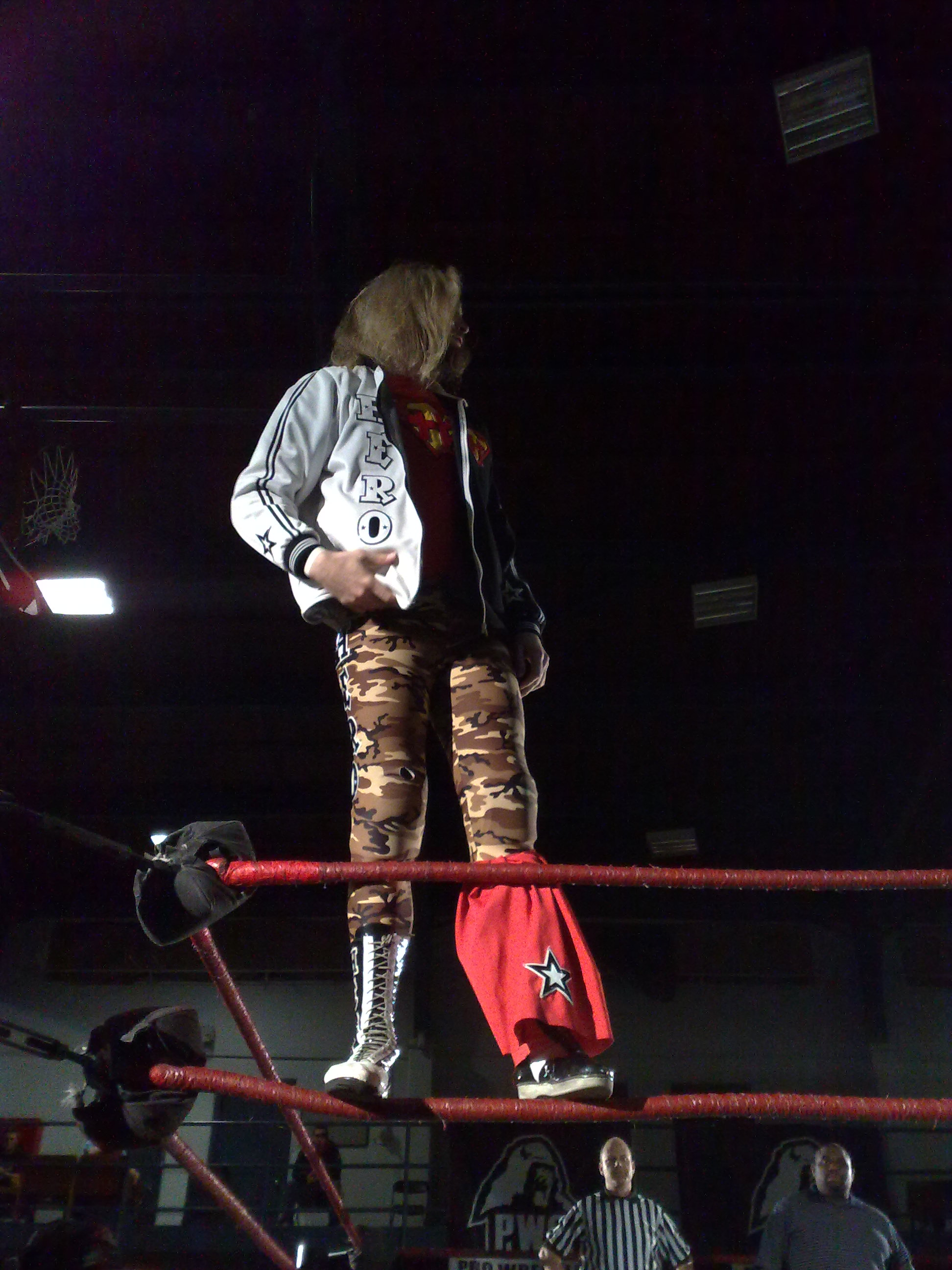
その『世界』への飛翔の立役者となったクリス・ヒーロー。

## 歴史
2001年の7月に産声を上げたこの王座は、当初は単にwXwヘビー級王座（wXw Heavyweight Championship | ヴェイクスヴェー・ヘビーウェイト・チャンピオンシップ）と称していた。これがwXw世界ヘビー級王座とその名を変じるに至ったのは、2003年―米国出身のクリス・ヒーローがこれを獲得したのちにそのまま米国の地へと持ち帰り、それから重ねて米国の地にて保持者が変動したからであった。
wXwの本拠の地たるルール地方のオーバーハウゼンとエッセンを始め、南部のニュルンベルクや更には隣国にあたるオーストリアのウィーン―そして大西洋を越えて米国の中西部の地を彷徨うなどしつつ、2度の空位期間を経ながら総数18名の選手らの手へと渡った。
やがてwXwにおけるヘビー級部門の閉鎖に伴う形で2010年をもって廃止される運びとなり、同年の6月5日をもって同団体のライト級王座に統合されるとともにwXw世界統一王座へと生まれ変わり、かくしておおよそ9年にわたった歴史に幕を下ろしたのであった。

## 歴代王者
| 獲得者                     | 回 | 獲得日         | 場所                                       |
| -------------------------- | -- | -------------- | ------------------------------------------ |
| マッド・コウ               | 1  | 2001年7月1日   | ドイツエッセン                             |
| エリック・シュヴァルツ     | 1  | 2001年8月26日  | ドイツエッセン                             |
| トーマス・ブレード         | 1  | 2001年12月15日 | ドイツドレスデン                           |
| クリス・ザ・バンビキラー   | 1  | 2002年2月3日   | ドイツニュルンベルク                       |
| マルティン・ノルテ         | 1  | 2002年8月17日  | ドイツエッセン                             |
| クリス・ヒーロー           | 1  | 2003年3月1日   | ドイツエッセン                             |
| アレックス・シェリー       | 1  | 2003年11月8日  | アメリカ合衆国インディアナ州セイラム       |
| ジミー・ジェイコブス       | 1  | 2003年12月19日 | アメリカ合衆国インディアナ州ラファイエット |
| アレックス・シェリー       | 2  | 2003年12月19日 | アメリカ合衆国インディアナ州ラファイエット |
| ジミー・ジェイコブス       | 2  | 2003年12月19日 | アメリカ合衆国インディアナ州ラファイエット |
| ダブルC                    | 1  | 2003年12月27日 | ドイツエッセン                             |
| イアン・ロッテン           | 1  | 2004年6月12日  | ドイツエッセン                             |
| ダブルC                    | 2  | 2004年6月19日  | オーストリアウィーン                       |
| ロビー・ブルックサイド     | 1  | 2004年12月11日 | ドイツエッセン                             |
| アーレス                   | 1  | 2005年10月2日  | ドイツエッセン                             |
| マイク・カッケンブッシュ   | 1  | 2006年3月18日  | ドイツエッセン                             |
| アーレス                   | 2  | 2006年3月31日  | アメリカ合衆国ペンシルベニア州レディング   |
| アレックス・ペイン         | 1  | 2007年11月24日 | ドイツオーバーハウゼン                     |
| スティーブ・ダグラス       | 1  | 2008年3月8日   | ドイツエッセン                             |
| バッド・ボーンズ           | 1  | 2008年12月13日 | ドイツオーバーハウゼン                     |
| ブライアン・ダニエルソン   | 1  | 2009年3月7日   | ドイツオーバーハウゼン                     |
| アブソリュート・アンディー | 1  | 2009年5月2日   | ドイツオーバーハウゼン                     |
| スティーブ・ダグラス       | 2  | 2009年12月12日 | ドイツオーバーハウゼン                     |
| 廃止                       |    | 2010年6月5日   |                                            |